# Giuseppe Meazza
Giuseppe Meazza (Milán, 23 de agosto de 1910-Lissone, Lombardía, 21 de agosto de 1979) fue un futbolista y entrenador italiano que jugaba en la posición de delantero y fue internacional con la selección de Italia.
Debutó en 1927 con el Football Club Internazionale, club en el que permaneció durante trece temporadas. A nivel de clubes ganó tres Scudettos (1930, 1938 y 1940), la Copa de Italia en 1939 y fue tres veces máximo goleador de liga. Además, con la selección italiana consiguió la Copa Mundial de Fútbol en las ediciones de 1934 (celebrada en su país) y en 1938 (donde fue el capitán). Al final de su carrera militó en el AC Milan, en la Juventus y en el Atalanta, retirándose en el F. C. Internazionale al acabar la temporada 1946-47.
Durante la década de 1930 estuvo considerado como uno de los mejores futbolistas del mundo, en un tiempo en el que apenas se celebraban partidos internacionales. Sus puntos fuertes eran habilidad para controlar el balón, el regate y su acierto goleador. Es el segundo máximo goleador histórico de la liga italiana con 262 goles, solo superado por Silvio Piola. Cuando falleció en 1979, Inter y A. C. Milan acordaron cambiar el nombre del estadio de la ciudad por el de «estadio Giuseppe Meazza».

## Biografía
Meazza nació el 23 de agosto de 1910 en el barrio milanés de Porta Vittoria. Cuando tenía 7 años su padre falleció combatiendo en la Primera Guerra Mundial y tuvo que ser criado por la madre, vendedora de fruta en un mercadillo. Desde pequeño mostró pasión por el fútbol pese a la oposición de su madre, llegando a jugar descalzo porque su madre le escondía el único par de zapatos que tenía. No formó parte de un equipo hasta los 12 años, cuando la familia aceptó que ingresara en el Gloria F. C. Seguía sin tener dinero para comprarse las botas reglamentarias, así que un admirador se las regaló.
Con 14 años el Milan le descartó a causa de su delgadez, pero sí fue aceptado en las categorías juveniles del Internazionale. Una de sus estrellas, Fulvio Bernardini, le descubrió mientras veía un partido de las inferiores y quedó tan convencido de su talento que pidió al entrenador, Árpád Weisz, que le ascendiera al primer equipo. Su compañero Leopoldo Conti, reacio a que alguien tan joven llegara al plantel, le apodó «il Balilla» en referencia a los niños de la Ópera Nacional Balilla. Sin embargo, Meazza logró convencer a todos gracias a su técnica. Debutó con el Inter el 12 de septiembre de 1927, a los 17 años, en un partido de la Coppa Volta en el que marcó dos goles. En su primer año, hizo 11 tantos en 33 partidos de la temporada 1927/28, y ya entonces se destacaba su habilidad para controlar el balón.
A partir de la edición 1928/29 asumió el rol de delantero centro titular en la S. S. Ambrosiana, fruto de la fusión entre el Inter y la U. S. Milanese, y confirmó su olfato goleador con 33 goles en 29 partidos. En el año de nacimiento de la Serie A (1929/30) se convirtió en el máximo anotador con 31 goles, vitales para obtener el primer campeonato de liga. Aquella actuación supuso su confirmación en el fútbol italiano: debutó con la selección el 9 de febrero de 1930 y desde entonces se convirtió en uno de los ídolos de la afición, con dos ligas (1930 y 1938), la Copa Italia de 1939 y tres títulos de máximo goleador (1930, 1936 y 1938). Además de por sus actuaciones en el campo, llamó la atención su estilo de vida extrovertido, apasionado por las mujeres.
Los éxitos de la selección italiana le sirvieron para ser uno de los primeros futbolistas en darse a conocer en el extranjero. El primer título fue la Copa Internacional de Europa Central de 1930, reconquistada en 1935, al que se sumaron dos Copas Mundiales de Fútbol en 1934 y 1938, esta última como capitán. Entre 1930 y 1939 marcó 33 goles en 53 convocatorias, cifra solo superada en 1973 por Gigi Riva. El seleccionador Vittorio Pozzo llegó a decir de él que «tenerlo en tu equipo significaba empezar ganando 1-0».
Una grave lesión hizo que Meazza no disputase un solo partido de la temporada 1939/40. Consciente de que sus mejores años ya habían pasado, en noviembre de 1940 solicitó el traspaso al A. C. Milan. Para seguir siendo titular, retrasó su posición al mediocentro. En la campaña 1942/43 abandonó su ciudad natal para jugar en la Juventus de Turín, y después tuvo breves experiencias en el Varese y la Atalanta. Acabó regresando al Inter de Milán en 1946/47 para retirarse en el club que le dio su primera oportunidad. En 19 años de trayectoria profesional, disputó 429 partidos y marcó 260 goles. De esa cifra, 365 encuentros (241 goles) fueron con la camiseta de Inter.
Su carrera de entrenador no fue tan brillante como la deportiva. En enero de 1946 tomó las riendas de la Atalanta como técnico provisional. Del mismo modo llegaría su primera oportunidad de dirigir al Inter de Milán entre 1947 y 1948. De ahí pasó al Beşiktaş (1949), Aurora Pro Patria (1949 a 1951) y finalmente la selección italiana: entre 1952 y 1953, Meazza era el preparador deportivo y Piercarlo Beretta, el entrenador. Sin ningún éxito reseñable, prefirió dedicarse a la preparación de futbolistas juveniles en el Inter de Milán durante la década de 1950, siendo el descubridor de Sandro Mazzola.
Giuseppe Meazza falleció en Lissone el 21 de agosto de 1979, a dos días de cumplir los 69 años. Sus restos permanecen enterrados en el Cementerio Monumental de Milán. El 3 de marzo de 1980, el Inter y el Milan acordaron cambiar el nombre del estadio San Siro por el de Giuseppe Meazza. Generalmente el Inter se refiere a su campo con el nombre del exjugador, mientras que el Milan sigue usando San Siro.

## Selección nacional
Giuseppe Meazza fue internacional por la selección de Italia desde 1930 hasta 1939. Disputó un total de 53 partidos y marcó 33 goles. Es el segundo máximo goleador del equipo nacional italiano y su cifra solo ha sido superada en 1973 por Gigi Riva.
Su debut con Italia llegó el 9 de febrero de 1930 en Roma contra la selección de Suiza, cuando solo tenía 19 años, y tuvo una actuación destacada al hacer dos goles en tres minutos. Volvió a ser convocado en marzo para jugar contra Alemania en Fráncfort, donde volvió a marcar, y el 11 de mayo consiguió su primera hat-trick frente a la Hungría de Pál Titkos. A partir de ese momento se consolidó en el once titular de Vittorio Pozzo. En toda su carrera ganó dos Copas Mundiales de Fútbol (1934 y 1938) y dos Copas internacionales de Europa Central (1930 y 1935).

### Participaciones en Copas Mundiales
| Mundial             | Sede    | Resultado | PJ | Goles |
| ------------------- | ------- | --------- | -- | ----- |
| Copa del Mundo 1934 | Italia  | Campeón   | 5  | 2     |
| Copa del Mundo 1938 | Francia | Campeón   | 4  | 1     |

## Clubes

### Como jugador
| Club               | País   | Año       |
| ------------------ | ------ | --------- |
| Inter / Ambrosiana | Italia | 1927-1940 |
| A. C. Milano       | Italia | 1940-1942 |
| Juventus de Turín  | Italia | 1942-1943 |
| A. S. Varese       | Italia | 1943-1944 |
| Atalanta           | Italia | 1944-1946 |
| Inter de Milán     | Italia | 1946-1947 |

### Como entrenador
| Club                | País    | Año       |
| ------------------- | ------- | --------- |
| Atalanta            | Italia  | 1944-1946 |
| Inter de Milán      | Italia  | 1946-1948 |
| Beşiktaş J. K.      | Turquía | 1949      |
| Aurora Pro Patria   | Italia  | 1949-1951 |
| Selección de Italia | Italia  | 1952-1953 |

## Palmarés

### Campeonatos nacionales
| Título             | Club                   | País   | Año  |
| ------------------ | ---------------------- | ------ | ---- |
| Campeonato de Liga | S. S. Ambrosiana-Inter | Italia | 1930 |
| Campeonato de Liga | S. S. Ambrosiana-Inter | Italia | 1938 |
| Copa               | S. S. Ambrosiana-Inter | Italia | 1939 |
| Campeonato de Liga | S. S. Ambrosiana-Inter | Italia | 1940 |

### Campeonatos internacionales
Nota * : incluyendo selección.
| Título                 | Equipo * | Sede     | Año  |
| ---------------------- | -------- | -------- | ---- |
| Copa de Europa Central | Italia   | Budapest | 1930 |
| Copa del Mundo         | Italia   | Italia   | 1934 |
| Copa del Mundo         | Italia   | Francia  | 1938 |

### Distinciones individuales
| Distinción                              | Año              |
| --------------------------------------- | ---------------- |
| Máximo goleador de la Liga Italiana (3) | 1930, 1936, 1938 |
| Máximo goleador de la Copa Mitropa (3)  | 1930, 1933, 1936 |